# Don Dillaway
Donald „Don“ Dillaway (* 17. März 1903 in New York; † 18. November 1982 in West Lake, Kalifornien) war ein US-amerikanischer Schauspieler.

## Leben und Karriere
Donald Dillaway trat zwischen 1930 und 1967 in über 100 Film- und Fernsehproduktionen auf. Erste Erfolge hatte er in den 1920er-Jahren als Schauspieler am Broadway. Seine erste Filmrolle hatte er 1930 in dem Film Dangerous Youth. In der Anfangszeit seiner Filmkarriere hatte Dillaway einige größere Auftritte, etwa an der Seite von Jean Harlow in Vor Blondinen wird gewarnt (1931) sowie als Soldat Eddie Smith in der Laurel-und-Hardy-Langfilmkomödie Die Teufelsbrüder (1932). Ab den 1940er-Jahren waren Dillaways Rollen zumeist kleinerer Natur. In dem international bekannten und erfolgreichen Film Die Caine war ihr Schicksal mit Hauptdarsteller Humphrey Bogart nahm Dillaway eine kleine Nebenrolle ein. Ebenso in dem B-Film Tarantula von Regisseur Jack Arnold, der bei Fans Kult-Status genießt. 
Ab Beginn der 1950er Jahre trat Dillaway zunehmend im US-amerikanischen Fernsehen auf. Gegen Ende seiner Schauspielerkarriere vorwiegend beim Fernsehen beschäftigt, trat Dillaway in bekannten Fernsehserien wie Maverick oder Bonanza auf, vor allem mehrfach in der Serie Perry Mason.
1967 hatte er seinen letzten Fernsehauftritt. Er verstarb 1982 im Alter von 79 Jahren.

## Filmografie (Auswahl)
- 1930: Dangerous Youth
- 1930: Die fremde Mutter (Min and Bill)
- 1931: Body and Soul
- 1931: Pioniere des wilden Westens (Cimarron)
- 1931: Vor Blondinen wird gewarnt (Platinum Blonde)
- 1932: Die Teufelsbrüder (Pack Up Your Troubles)
- 1932: The Animal Kingdom
- 1933: Der kleine Gangsterkönig (The Little Giant)
- 1933: Notorious But Nice
- 1939: Pony Express
- 1942: Der Glanz des Hauses Amberson (The Magnificent Ambersons)
- 1942: Helden der Lüfte (Captains of the Clouds)
- 1943: Flight for Freedom
- 1944: Music in Manhattan
- 1949: Die rote Schlinge (The Big Steal)
- 1950: Born to Be Bad
- 1950: Das skandalöse Mädchen (The Petty Girl)
- 1950: Einsame Herzen (Lonely Heart Bandits)
- 1951: Auf Bewährung freigelassen (The Company She Keeps)
- 1951: Die Gefangene des Ku-Klux-Klan (Storm Warning)
- 1951: Der Mordprozeß O’Hara (The People Against O’Hara)
- 1951: On Dangerous Ground
- 1951: Gangster (The Racket)
- 1952: Um Haaresbreite (The Narrow Margin)
- 1953: Du und keine andere (Dream Wife)
- 1953: Zurück am Broadway (She’s Back on Broadway)
- 1954: Die Caine war ihr Schicksal (The Caine Mutiny)
- 1955: Tarantula
- 1956: Die Frau im goldenen Cadillac (The Solid Gold Cadillac)
- 1957: Warum hab’ ich ja gesagt? (Designing Woman)
- 1959–1965: Perry Mason (Fernsehserie, 4 Folgen)
- 1960: Sunrise at Campobello
- 1961: Endstation Paris (Back Street)
- 1961: Sein Name war Parrish (Parrish)
- 1961: Der fliegende Pauker (The Absent-Minded Professor)
- 1963: Bonanza (Fernsehserie, 1 Folge)
- 1967: Verrückter wilder Westen (Fernsehserie, 1 Folge)